# Aidia densiflora
Aidia densiflora là một loài thực vật có hoa trong họ Thiến thảo. Loài này được (Wall.) Masam. mô tả khoa học đầu tiên năm 1955.